# Detersion

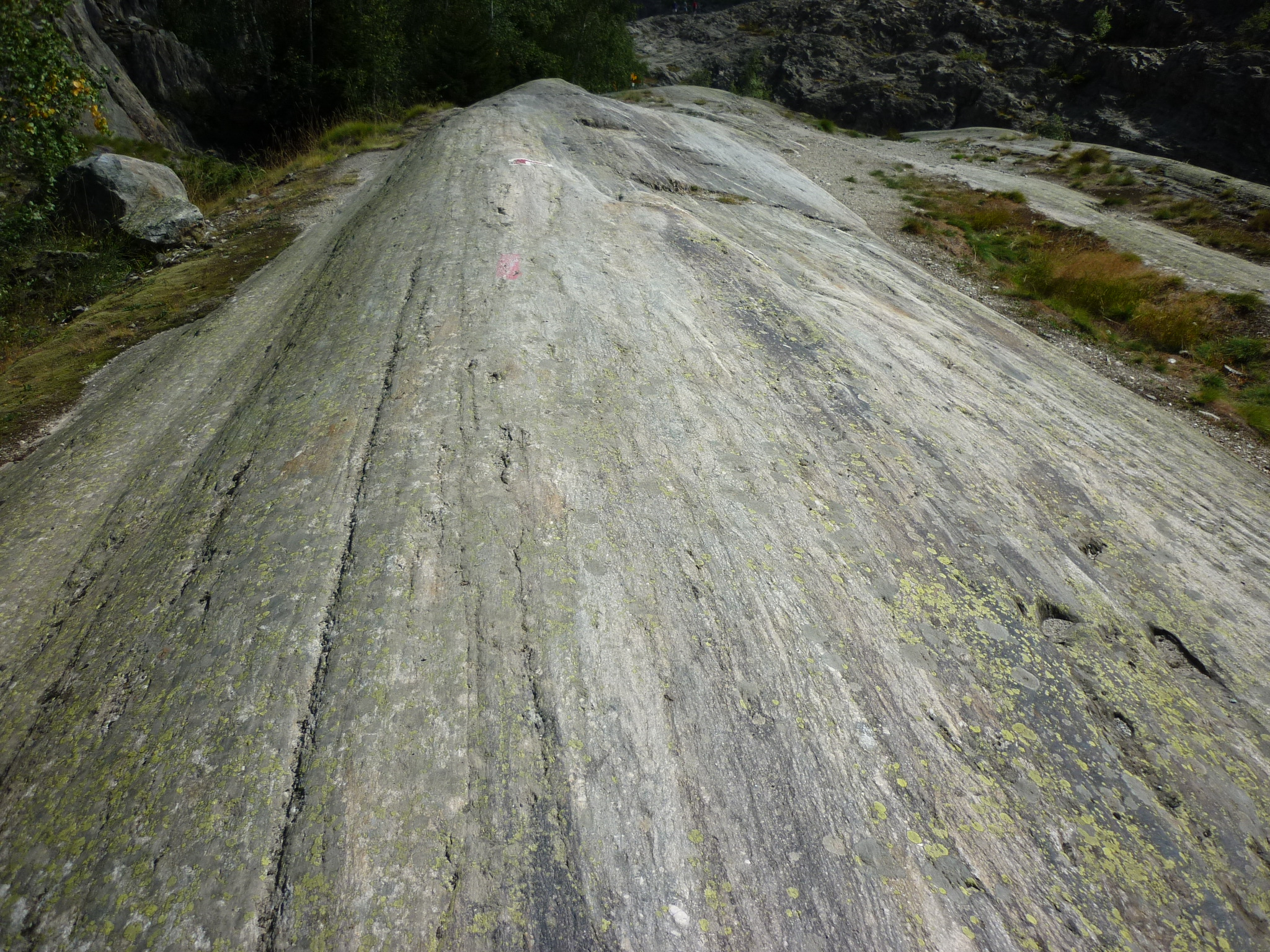
Gletscherschrammen (Kritzung) beim Gletschertor des Aletschgletschers

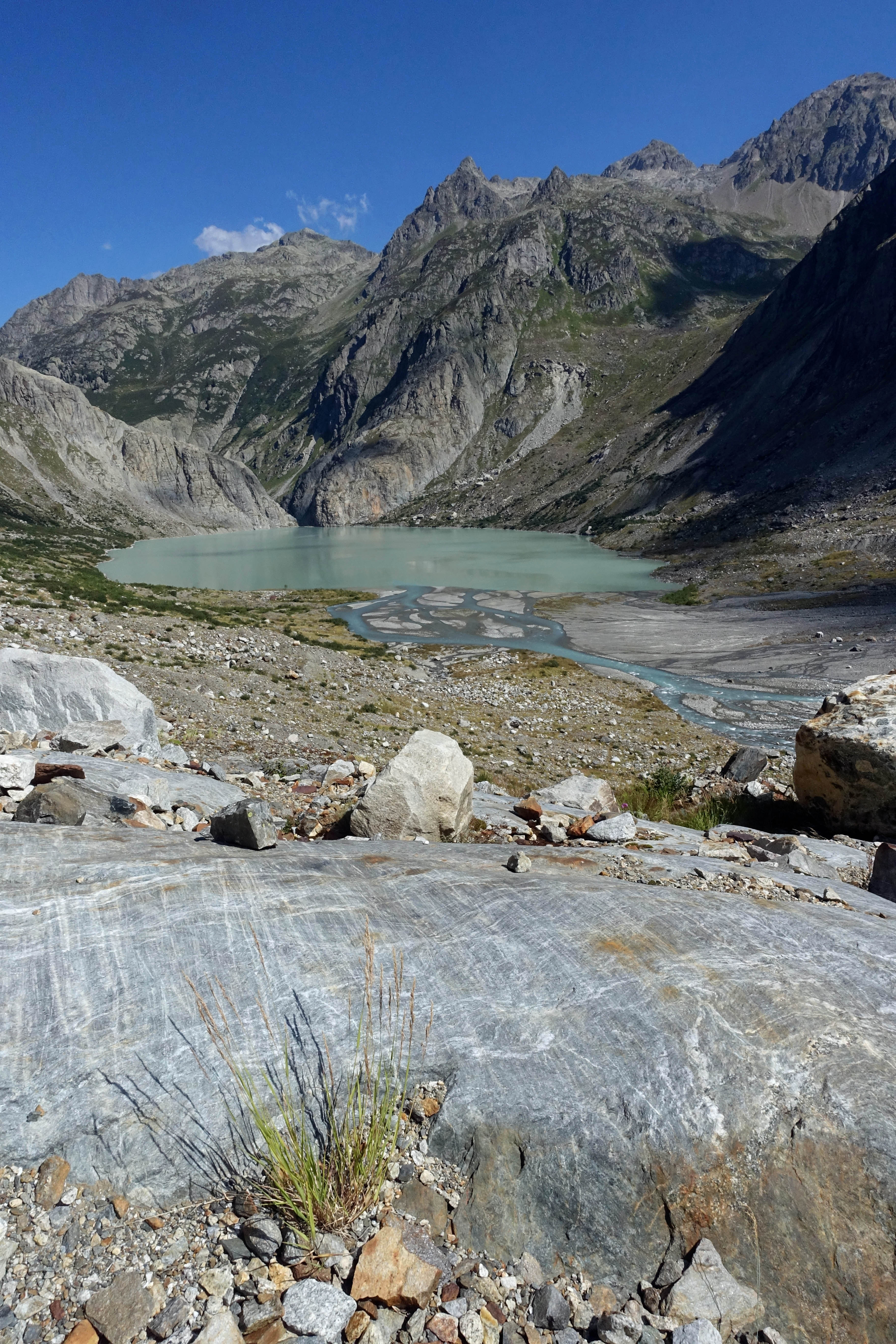
Gletscherschliff und Striemen im Gneis im Gletschervorfeld des Triftgletschers. Im Hintergrund Schwemmebene und natürlicher Triftsee

Die Detersion bezeichnet die abschleifende Tätigkeit eines Gletschers, der sich über einen Gesteinskörper hinwegbewegt. Als Synonym wird auch der Begriff Gletscherschliff verwendet, wobei letzterer Begriff auch das Resultat der Detersion bezeichnet.

## Entstehung

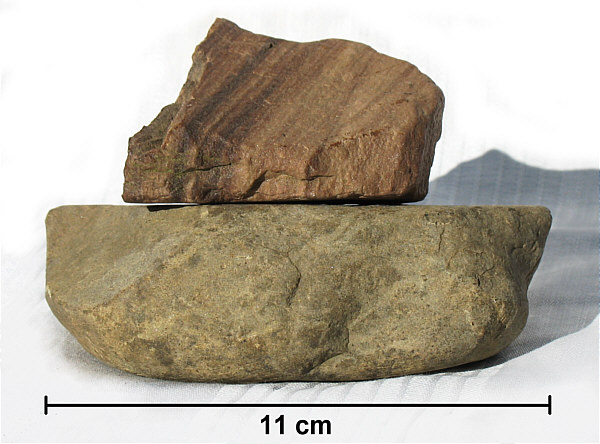
Gletscherschliff an Geschiebe mit fast idealen Flächen (Nordbrandenburg)

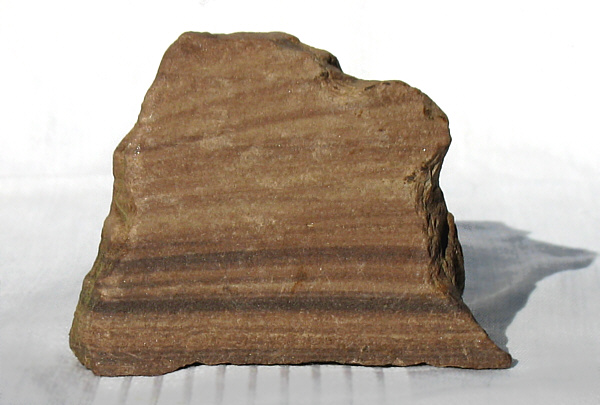
Glatte Schlifffläche des oberen Steins

Durch das Gleiten des sich bewegenden Eises wird der Untergrund erodiert, obwohl das Eis viel weicher als das Gestein ist. Die schleifende bzw. glättende Wirkung entfaltet sich im Anstehenden durch das mitgeführte Schuttmaterial (Moräne). Dabei werden die typischen Gletscherschrammen (Kritzung) erzeugt. Durch das gegenseitige Aufmahlen von Steinen der Grundmoräne und des Felses entsteht Gletschermehl, welches als Schwebfracht mit den Schmelzwässern abtransportiert wird. Die Gletscherseen erhalten ihre charakteristische grünlich-weiße Färbung durch die sog. Gletschermilch. Die Detersion wirkt vorwiegend auf der der Eisbewegung zugewandten Luv-Seite an Erhebungen des Untergrundes.
Freiliegende Gletscherschliffe sind in jung vergletscherten Räumen weltweit sehr häufig zu finden. Schöne Beispiele kann man östlich der Ortschaft Fischbach bei Flintsbach am Inn, im Pflerschtal in Südtirol, in St. Margareten im Rosental und im Gletschervorfeld der Trift und allgemein in den national bedeutenden Gletschervorfeldern und alpinen Schwemmebenen in den Kantonen Graubünden, Bern und Wallis beobachten.